# Гаери
Гаери (фр. Gayéri) — город и городская коммуна в Буркина-Фасо, в Восточной области. Административный центр провинции Комонджари.
Расположен в восточной части страны, на высоте 270 м над уровнем моря.
Население городской коммуны (департамента) Гаери по данным переписи 2006 года составляет 48 814 человек. Население самого города Гаери по оценочным данным на 2012 год насчитывало 10 959 человек; по данным переписи 2006 года оно составляло 6578 человек. Помимо собственно города Гаери городская коммуна включает ещё 17 деревень.